# The Hours (Oper)
The Hours ist eine Oper in zwei Akten von Kevin Puts (Musik) mit einem Libretto von Greg Pierce nach dem gleichnamigen Roman von Michael Cunningham und dessen Verfilmung The Hours – Von Ewigkeit zu Ewigkeit durch den Regisseur Stephen Daldry. Sie wurde am 18. März 2022 konzertant im Kimmel Center for the Performing Arts in Philadelphia uraufgeführt. Die szenische Uraufführung war am 22. November 2022 an der Metropolitan Opera in New York.

## Handlung
Die Oper zeigt simultan einen einzelnen Tag im Leben von drei Frauen, der Lektorin Clarissa Vaughan in West Village (New York) im Jahr 1999, der Schriftstellerin Virginia Woolf in Richmond (England) 1923 und der Hausfrau Laura Brown in Los Angeles 1949. Trotz der zeitlichen Unterschiede überschneiden sich ihre Lebenswege auf vielfältige Weise. Virginia beginnt gerade mit der Arbeit an ihrem Roman Mrs. Dalloway und leidet unter Depressionen. Laura bereitet zusammen mit ihrem Sohn Richie eine Geburtstagsfeier für ihren Mann Dan vor. Sie ist heimlich in ihre Nachbarin Kitty verliebt und kämpft mit Selbstmordgedanken. Auch Clarissa, deren Vorname mit dem der Titelfigur aus Virginias Roman übereinstimmt, hat Selbstzweifel. Sie lebt mit ihrer Partnerin Sally zusammen und bereitet eine Feier für ihren an AIDS erkrankten früheren Geliebten Richard vor, der für einen seiner Romane einen Preis erhalten soll. Richard ist niemand anderes als Lauras Sohn Richie. Er begeht noch vor der Feier Selbstmord durch einen Sprung aus dem Fenster.

### Erster Akt
Prolog. Der Chor beginnt die Oper mit der ersten Zeile von Virginia Roman Mrs. Dalloway: „Mrs. Dalloway said she would buy the flowers herself“ (‚Mrs. Dalloway sagte, sie würde die Blumen selbst kaufen‘).
Szene 1. Im Jahr 1999 bereiten Clarissa und ihre Partnerin Sally in ihrer Wohnung in West Village eine Feier für ihren Freund Richard vor. Sally befürchtet, dass er wegen seiner AIDS-Erkrankung vielleicht gar nicht kommen werde. Clarissa meint jedoch, er werde es sich nicht entgehen lassen, von seinen Freunden geehrt zu werden, zumal er anschließend in Uptown einen Preis für seinen neuesten Roman erhalten soll. Sie geht hinaus, um Blumen zu kaufen.
Szene 2. Auf dem Weg zum Blumenladen bleibt Clarissa stehen, um in Vorfreude auf den Abend zu schwelgen und das geschäftige Treiben am Washington Square zu beobachten. Fasziniert lauscht sie dem Gesang eines Mannes unter einem Bogen. Sie begegnet zufällig einem Bekannten, dem Schriftsteller Walter Hardy. Weil sie ihm versehentlich noch keine Einladung geschickt hat, holt sie dies nach. Auch Walter sorgt sich um Richards Gesundheit.
Szene 3. Für Virginia Woolf im Jahr 1923 beginnt gerade der Arbeitstag. Sie grübelt über den Anfang ihres neuen Romans Mrs. Dalloway nach und betrachtet ihren Mann Leonard beim Prüfen ihrer Korrekturfahnen. In den letzten Jahren war Leonard für sie gleichzeitig Vater, Arzt, Partner und Lektor. Als er vorschlägt, dass die Köchin Nelly ihr das Frühstück bringt, befürchtet Virginia, dass sie das aus der Konzentration reißen könnte. Sie zieht es vor, das Mittagessen abzuwarten.
Szene 4. Im Blumenladen begrüßt die Floristin Barbara Clarissa mit einem Kuss. Clarissa träumt von einer Liebesbeziehung mit ihr, bis sich ihre Gedanken wieder Richard zuwenden.
Szene 5. Virginia arbeitet noch immer an ihrem Romananfang. Sie muss an das aufregende Straßengewühl in London denken und vergleicht es mit dem bedrückenden Landleben in Richmond. Trotz ihrer Schwierigkeiten geht sie schließlich hoffnungsfroh ans Werk.
Szene 6. Simultan zu Clarissa 1999 liest Laura im Jahr 1949 die Anfangssätze von Virginias Roman. Sie ist gerade erst aufgestanden und fürchtet sich ähnlich wie Vanessa im Jahr 1923, ihr Tagewerk zu beginnen. Es ist der Geburtstag ihres Mannes Dan, und er wartet bereits mit ihrem gemeinsamen Sohn Richie (den sie „Bug“ nennen) in der Küche auf sie. Trotzdem wendet sich Laura wieder ihrem Buch zu.
Szene 7. Als sie endlich in die Küche kommt, hat sich Richie bereits selbst sein Müsli bereitet. Dan hat Blumen besorgt. Er wollte Laura wegen ihrer Schwangerschaft nicht wecken. Sie entschuldigt sich. Innerlich fühlt sie sich unsicher und befürchtet, dass Dan ein Verhältnis mit einer Arbeitskollegin haben könnte.
Szene 8.  Laura und Richie fangen an, den Geburtstagskuchen zu backen. Virginia erkennt, dass sie eine ihrer Romanfiguren sterben lassen muss, kann sich nicht entscheiden, welche. Sie beschließt, ihre Romanfigur Clarissa Dalloway eine Liebe mit einem früheren Bekannten erleben zu lassen. Die Clarissa von 1999 muss ihrerseits auf dem Heimweg an ihre langjährige Beziehung mit Sally denken, in der sie inzwischen mehr eine Freundin als eine Geliebte sieht.
Szene 9. An einer Straßenecke erinnert sich Clarissa an einen Streit, den sie an dieser Stelle vor langer Zeit mit Richard hatte. Damals hatte ein einziger Satz zum Ende ihres Verhältnisses geführt. Im Nachhinein glaubt sie, dass ihre Beziehung von vornherein zum Scheitern verurteilt war, da er eigentlich Männer liebte.
Szene 10. Richard begrüßt Clarissa als „Mrs. Dalloway“, der Hauptfigur seines Lieblingsromans, die denselben Vornamen trägt. Sie möchte nicht so genannt werden, da es ein tragischer Roman ist. Richard geht es nicht gut. Er hört Stimmen in seinem Kopf und glaubt nicht, dass er zur Feier kommen könne. Er vermutet, dass er den Preis nur deshalb erhalten solle, weil er bald sterbe. Clarissa versucht, ihn aufzumuntern. Daraufhin gesteht Richard ihr, dass er sich manchmal vorstellt, dass sie noch immer ein Liebespaar seien. Sie verabschiedet sich mit dem Versprechen, um drei Uhr wiederzukommen und ihm beim Ankleiden zu helfen.
Szene 11. Während Laura mit ihrem Sohn backt, kommen ihr Zweifel an ihrer Qualifikation als Mutter. Der Kuchen misslingt, und sie müssen von vorne anfangen. Parallel dazu unterbricht die Köchin Nelly Virginias Arbeit mit dem Frühstück. Virginia fragt sie, ob es glaubhaft sei, wenn eine Frau, die einen schönen Junimorgen voller Freude beginne, am Abend beschließe, ihrem Leben ein Ende zu bereiten. Nelly kann sich solch eine Situation durchaus vorstellen.
Szene 12.  Nelly erinnert Virginia daran, dass ihre Schwester Vanessa um zwei Uhr mit ihren Kindern zu Besuch kommen wolle. Laura erhält Besuch von ihrer Nachbarin Kitty. Nach einem kurzen Smalltalk über den Kaffee erzählt Kitty, dass ihr Arzt ein Geschwür bei ihr entdeckt habe und sie deshalb für eine Weile ins Krankenhaus müsse. Virginia verspricht, sich solange um ihr Haustier zu kümmern.
Szene 13. Clarissa kommt in ihre Wohnung, wo Sally noch immer mit den Vorbereitungen für die Feier beschäftigt ist. Sie hat zunehmend Zweifel an ihren Gefühlen für Sally. Außerdem spürt sie, dass etwas mit Richard nicht stimmt. Sie eilt zurück zu ihm. Laura überlässt ihren Sohn der Babysitterin Mrs. Latch, vorgeblich um Geschenke für Dan zu besorgen. Sie fährt stattdessen nach Pasadena. Auch Virginia ist der Enge ihres Zimmers entflohen. Sie kann sich nicht entscheiden, ob sie den Zug nach London nehmen oder sich im Fluss ertränken soll. Alle drei Frauen eint der Drang nach Flucht.

### Zweiter Akt
Szene 1. Laura befindet sich in einem Zimmer des Normandy-Hotels. Alles fühlt sich für sie fremd an. Sie versucht, die letzten Stunden zu rekonstruieren. Dem Hotelangestellten hat sie erzählt, dass ihr Mann in einer Stunde nachkommen werde. Sie hat den Roman Mrs. Dalloway und eine Flasche mit Tabletten dabei.
Szene 2. Während Laura im Roman liest, stellt sie sich Virginia in dem Moment kurz vor ihrem Freitod vor. Auch sie selbst spielt für einen Moment mit dem Gedanken an Selbstmord. Die Stimme des „Mannes unter dem Bogen“ lenkt sie davon ab. Zu gleicher Zeit findet Leonard Virginia am Flussufer. Er hatte befürchtet, dieses Mal zu spät zu kommen und ihre Schwester über ihren Tod informieren zu müssen. Tief berührt versucht Virginia ihn zu beruhigen.
Szene 3. Auf ihrem Weg zu Richards Wohnung denkt Clarissa darüber nach, ob es noch sinnvoll ist, ein Kind in diese Welt zu setzen. Als sie an der Probe eines Kirchenchores vorbeikommt, fühlt sie sich von dem Lied angesprochen. Sie trifft auf Richards früheren Freund Louis, der sich nicht entscheiden kann, ob er ihn besuchen soll. Louis meint, dass die Hauptfigur in Richards Roman Clarissa nachgebildet sei und sie darin sehr gut wegkomme. Die beiden erinnern sich an einen Sommer, den sie drei zusammen in Wellfleet verbrachten. Damals litt Louis unter Eifersucht, weil Richard nur an seinem Körper interessiert war und Clarissa für alles andere wollte.
Szene 4. In ihrem Arbeitszimmer hört Virginia die Stimmen von Kindern, die in einer unverständlichen Sprache singen. Sie glaubt, es handle sich um Engel, und fürchtet, den Verstand verloren zu haben. Es sind jedoch die Kinder ihrer Schwester Vanessa, die im Garten eine Trauerzeremonie für einen toten Vogel abhalten. Virginia glaubt, der Vogel lebe noch. Sie will ihm ein Kissen aus Gras bereiten. Als sie erkennt, dass der Vogel tatsächlich tot ist, fügt sie Dornen hinzu, da sein Leben „aus Schönheit und Stacheln“ bestand. Dabei sticht sich eines der Kinder in den Finger. Vanessa sorgt sich um die geistige Gesundheit ihrer Schwester. Simultan dazu erkennt Laura, dass sie am Leben bleiben muss, um sich um ihren Sohn und ihr ungeborenes Kind zu kümmern.
Szene 5. Clarissa findet Richard in seiner Wohnung auf der Fensterbank vor. Sie versucht, ihn vom offensichtlich beabsichtigten Selbstmord abzuhalten. Auf seine Bitte hin erzählt sie ihm von ihrem Tag. Dann erklärt er ihr, dass er mit seinem Roman nichts Großartiges, sondern nur etwas Gutes und Wahrhaftiges schaffen wollte, das vielleicht einmal jemanden berühren würde. Er bittet sie, seinen Angehörigen zu sagen, dass er glücklich gewesen sei und sich jetzt befreit fühle. Dann springt er aus dem Fenster in den Tod.
Szene 6. Während Clarissa auf die Straße läuft, um nach Richard zu sehen, wiederholt der Chor ihre verschiedenen Gedanken des Tages.
Szene 7. Laura kehrt nach Hause zu ihrer Familie zurück, die sich schon Sorgen um sie machte. Richy glaubt, etwas Gefährliches wachse in ihrem Bauch. Er hat ihr ein kleines Gedicht geschrieben. Laura versichert ihm, dass es keine Krankheit, sondern sein Bruder oder seine Schwester sei. Clarissa bittet den toten Richard um Vergebung. Virginia überlegt, ihren Roman The Hours zu nennen, bleibt aber doch bei Mrs. Dalloway. Sie bedankt sich bei Leonard für alles, was er für sie getan hat. Dan kommt heim, um seinen Geburtstag zu feiern. Er ist glücklich. Richards Party hingegen ist nun zu einer Trauerfeier geworden. Clarissa macht sich Vorwürfe, dass sie ihm nicht richtig zuhören konnte. Virginia hat sich entschieden, dass in ihrem Roman nicht Clarissa, sondern Septimus, der Autor, sterben müsse. Auf der Trauerfeier erscheint Richards Mutter, die alte Laura. Alle schwelgen in Erinnerungen. Laura hat Schuldgefühle, weil sie schließlich doch ihre Familie verlassen hat. Sie bedankt sich bei Clarissa, die tat, was sie selbst nicht tun konnte.
Nachdem die alle anderen gegangen sind finden sich Clarissa, Laura und Virginia zu einem Terzett zusammen und erkennen, dass sie trotz der zeitlichen und räumlichen Abstände miteinander verbunden sind.

## Gestaltung

### Orchester
Die Orchesterbesetzung der Oper umfasst die folgenden Instrumente:
- Holzbläser: drei Flöten (3. auch Piccolo und Altflöte in G), zwei Oboen, Englischhorn in F, drei Klarinetten in B (3. auch Es-Klarinette und Bassklarinette in B), Altsaxophon in Es, drei Fagotte (3. auch Kontrafagott)
- Blechbläser: vier Hörner in F, drei Trompeten in C (1. auch Piccolotrompete in B), zwei Posaunen, Bassposaune, Tuba
- Pauken, Schlagzeug (vier Spieler)
- Klavier (auch Celesta)
- zwei Harfen
- Streicher

### Text und Musik
Wie die Roman- und Filmvorlage spielt auch in der Oper Virginia Woolfs Roman Mrs. Dalloway eine wichtige Rolle und stellt eine Verbindung zwischen den drei Hauptfiguren her. Virginia schreibt diesen Roman, Laura liest ihn und Clarissa lebt quasi die Handlung nach.
Einige der Beziehungen zwischen den drei Hauptfiguren sind:
- Clarissa trägt denselben Vornamen wie die Hauptfigur in Virginias Roman.[3]
- Clarissa und Laura planen jeweils eine Feier.[3]
- Der an AIDS erkrankte Richard springt in der Oper ebenso aus dem Fenster wie der an einer Posttraumatischen Belastungsstörung leidende Veteran Septimus Warren Smith in Woolfs Roman.[4]

Obwohl es möglich gewesen wäre, das Werk als intimes Kammerstück zu realisieren, entschieden sich die Autoren dafür, die Möglichkeiten der Metropolitan Opera zu nutzen und ein großes Orchester und einen großen Chor einzusetzen. Letzterer fungiert hier nicht nur als Volksmenge, sondern gibt die inneren Stimmen der Protagonisten wieder, die in der Buchvorlage großen Raum einnehmen. Außerdem trägt er Zeilen aus Virginia Woolfs Roman Mrs. Dalloway wie den Eröffnungssatz „Mrs. Dalloway said she would buy the flowers herself“ (‚Mrs. Dalloway sagte, sie würde die Blumen selbst kaufen‘) vor. In der Uraufführungsproduktion befanden sich der Chor und die Tänzer ständig auf der Bühne, um den emotionalen Zustand der Figuren zu unterstreichen.
Puts wies den drei Zeitperioden unterschiedliche Musik zu. Diejenige von Clarissas 1990er Jahren beschrieb Puts mit den Worten: „a kind of American quality to the harmony, and a certain kind of minimalist pulse“ (‚eine Art amerikanische Qualität der Harmonie und ein gewisser minimalistischer Impuls‘). Das städtische Treiben am Washington Square erinnert an Igor Strawinskys Beschreibung von Sankt Petersburg im ersten Bild seines Balletts Petruschka.
Für den depressiven Charakter Lauras, dem teilweise Cunninghams eigene Mutter Modell stand, wählte Puts Jazz-, Swing- oder Big-Band-Klänge der 1950er Jahre in der Art von Lawrence Welk, Henry Mancini oder der Sitcom-Serie Leave It to Beaver, die aber nicht für sie selbst, sondern für ihre Familie stehen. Ihren ersten Auftritt in der sechsten Szene des ersten Akts bereitet Puts durch eine musikalische Einlage vor: Am Ende der fünften Szene verkündet der Chor: „It is Los Angeles in 1949“ (‚Es ist Los Angeles im Jahr 1949‘). Es folgt ein an Jazz erinnerndes Frauen-Terzett mit geschlossenen Harmonien über einem Swing-Beat, einem Walking Bass und gebürsteten Becken. Puts nannte den Klang „velvety OOs“.
Für ebenfalls von Selbstmordgedanken, aber trotzdem von überquellender Kreativität geprägten Charakter Virginias komponierte er düstere Musik mit überraschenden Harmonien und Verzierungen, bei denen er an die Barockmusik-Interpretationen der Sängerin Joyce DiDonato dachte. Die Atmosphäre ihres Schreibstudios ist gedämpft und intim. Die Bläser spielen „pianissimo molto delicato“ pulsierende Achtelnoten über einem brummenden Klang der Streicher. Der Glockenklang des Big Ben ist zu hören und verklingt zu einem Klaviersolo. Abrupte Harmoniewechsel spiegeln ihren angespannt-instabilen Geisteszustand wider.
Die drei musikalischen Welten stehen am Anfang separat nebeneinander, überschneiden sich aber im Verlauf der Oper zunehmend. Den Abschluss bildet ein Terzett der drei Frauen, das ihre Unterschiede und Gemeinsamkeiten zusammenfasst. Dabei handelt es sich um eine Verneigung vor Richard Strauss’ Rosenkavalier.
Das Orchester bildet die Verbindung zwischen den Stimmen und stellt den Fluss von Zeit und Erzählperspektive dar. Insgesamt wirkt die Oper deutlich weniger schwermütig als die Filmfassung mit Philip Glass’ Musik. Es gibt zwar auch hier wie in der Minimal Music repetitive Strukturen in Form eines zugrundeliegenden Klangteppichs, doch wirken sie nicht so eindringlich wie bei Glass. Die Musik wechselt nahtlos zwischen dem Parlando-Stil der Dialoge und lyrischen Abschnitten. Die gesamte Oper hindurch geben repetitive musikalische Figuren den Sekundentakt an. Sie wirken wie Herzschläge, die bis zu Richards Selbstmord im zweiten Akt als selbstverständlich hingenommen werden, in diesem Moment aber verstummen. Sein Sprung aus dem Fenster geschieht in vollkommener Stille, denen eine Reihe im äußersten Forte gespielter Donnerschläge des Orchesters folgt.
Eine übergreifende Figur ist der „Mann unter dem Bogen“, dessen Gesang jede der drei Frauen auf unterschiedliche Weise wahrnimmt. Für Clarissa wirkt er wie das verführerische Lied einer Sirene, für Laura ist er ein Hotelangestellter und für Virginia die Vision eines „düsteren Engels“, der sie zu sich rufen will. Alle drei Frauen werden dadurch in eine Art Unterwasser-Traumlandschaft bzw. ein gemeinsames Unterbewusstsein („single underwater dreamscape … a shared subconscious“) gezogen. Es fühlt sich für sie an, als würden sie ertrinken.

## Werkgeschichte
The Hours ist die vierte Oper des US-amerikanischen Komponisten Kevin Puts. Die Initialzündung für das Projekt war während der Produktion von Puts’ Liederzyklus The Brightness of Light (nach einem Briefwechsel zwischen Georgia O’Keefe und Alfred Stieglitz) mit der Sängerin Renée Fleming. Diese stimmte begeistert zu, als er sie bei der Premierenfeier fragte, ob sie auch an einer Oper mit ihm zusammenzuarbeiten wolle. Den Sujet-Vorschlag eines ihrer Büromitarbeiter fanden beide perfekt. Der Auftrag für die Produktion kam anschließend gemeinschaftlich von der Metropolitan Opera New York und dem Philadelphia Orchestra. Das Libretto stammt von Greg Pierce, der bereits die Texte für einige Musicals von John Kander und der Oper Fellow Travelers von Gregory Spears verfasst hatte. Es basiert auf dem gleichnamigen Roman von Michael Cunningham und dessen Verfilmung The Hours – Von Ewigkeit zu Ewigkeit durch den Regisseur Stephen Daldry mit Musik von Philip Glass. Die Musik komponierte Puts in enger Zusammenarbeit mit den Hauptdarstellerinnen, die eigene Vorschläge für ihre Vokallinien machen konnten.
Am 18. und 20. März 2022 gab es zunächst eine konzertante Aufführungen im Kimmel Center for the Performing Arts in Philadelphia mit dem Philadelphia Orchestra und dem Philadelphia Symphonic Choir unter Yannick Nézet-Séguin. Die drei Hauptrollen sangen Renée Fleming (Clarissa), Kelli O’Hara (Laura) und Jennifer Johnson Cano (Virginia). Weitere Mitwirkende waren Brett Polegato (Richard), Deborah Nansteel (Sally), Jonah Serotta (Richie), Jamez McCorkle (Leonard Woolf), Brandon Cedel (Dan Brown), William Burden (Louis), Richard Troxell (Walter und Michael), Raven McMillon (Barbara und Mrs. Latch), Sylvia D’Eramo (Kitty und Vanessa), Chuanyuan Liu (Mann unter dem Bogen und Hotelangestellter), Chelsea Laggan (Nelly und Heather), Thomas FitzGerald (Julian), Elliet Brown (Quentin) und Sarah Shoff (Angelica).
Die szenische Uraufführung war am 22. November 2022 an der Metropolitan Opera in New York, ebenfalls unter der musikalischen Leitung von Nézet-Séguin, aber mit dem dortigen Orchester und Chor. Regie führte Phelim McDermott. Bühne und Kostüme stammten von Tom Pye, die Choreografie von Annie-B Parson, das Lichtdesign von Bruno Poet und die Video-Projektionen von Finn Ross. Hier übernahm Joyce DiDonato die Rolle der Virginia neben Renée Fleming und Kelli O’Hara. Die übrige Gesangsbesetzung bestand aus Kyle Ketelsen (Richard), Denyce Graves (Sally), Kai Edgar (Richie), Sean Panikkar (Leonard Woolf), Brandon Cedel (Dan Brown), William Burden (Louis), Tony Stevenson (Walter), Kathleen Kim (Barbara und Mrs. Latch), Sylvia D’Eramo (Kitty und Vanessa), John Holiday (Mann unter dem Bogen und Hotelangestellter), Eve Gigliotti (Nelly), Atticus Ware (Julian), Patrick Scott McDermott (Quentin) und Lena Josephine Marano (Angelica).
Die Produktion war ein überraschender Publikumserfolg, woran sowohl die durch die Vorlagen größeren Kreisen bekannte Handlung als auch die Star-Besetzung mit Fleming, DiDonato und O’Hara Anteil haben dürften. 2024 gab es acht weitere Aufführungen an der Met mit den drei Hauptdarstellerinnen der Uraufführungsproduktion.

## Aufnahmen
- 10. Dezember 2022 – Yannick Nézet-Séguin (Dirigent), Phelim McDermott (Regie), Tom Pye (Bühne und Kostüme), Annie-B Parson (Choreografie), Bruno Poet (Lichtdesign), Finn Ross (Projektionen), Orchester und Chor der Metropolitan Opera New York.
 Renée Fleming (Clarissa Vaughan), Joyce DiDonato (Virginia Woolf), Kelli O’Hara (Laura Brown), Kyle Ketelsen (Richard), Denyce Graves (Sally), Kai Edgar (Richie), Sean Panikkar (Leonard Woolf), Brandon Cedel (Dan Brown), William Burden (Louis), Tony Stevenson (Walter), Kathleen Kim (Barbara und Mrs. Latch), Sylvia D’Eramo (Kitty und Vanessa), John Holiday (Mann unter dem Bogen und Hotelangestellter), Eve Gigliotti (Nelly), Atticus Ware (Julian), Patrick Scott McDermott (Quentin), Lena Josephine Marano (Angelica).
 Video und CD-Veröffentlichung; live aus der Metropolitan Opera, New York.
 Videostream der Metropolitan Opera; Erato/Warner 505419791052 (2 CDs).[13][14]